# Округ Орора (Јужна Дакота)
Округ Орора (енгл. Aurora County) је округ у америчкој савезној држави Јужна Дакота.

## Демографија
По попису из 2010. године број становника је 2.710, што је 348 (-11,4%) становника мање него 2000. године.
| Група             | 2000.         | 2010.         |
| Белци             | 2.908 (95,1%) | 2.531 (93,4%) |
| Афроамериканци    | 9 (0,3%)      | 11 (0,4%)     |
| Азијати           | 3 (0,1%)      | 18 (0,7%)     |
| Хиспаноамериканци | 64 (2,1%)     | 101 (3,7%)    |
| Укупно            | 3.058         | 2.710         |